# Quevillon
Quevillon ist eine französische Gemeinde mit 1.393 Einwohnern (Stand: 1. Januar 2022) im Département Seine-Maritime in der Region Normandie. Die Gemeinde gehört zum Arrondissement Rouen und zum Kanton Barentin (bis 2015: Kanton Duclair). Die Einwohner werden Quevillais genannt.

## Geographie
Quevillon liegt etwa sieben Kilometer westsüdwestlich von Rouen an der Seine. Quevillon ist Teil des Regionalen Naturparks Boucles de la Seine Normande. Umgeben wird Quevillon von den Nachbargemeinden Saint-Martin-de-Boscherville im Norden, Canteleu im Osten und Nordosten, Val-de-la-Haye im Osten und Südosten, Saint-Pierre-de-Manneville im Süden sowie Bardouville im Westen.

## Einwohnerentwicklung
| Jahr                      | 1962 | 1968 | 1975 | 1982 | 1990 | 1999 | 2006 | 2013 |
| Einwohner                 | 312  | 329  | 436  | 506  | 523  | 533  | 619  | 598  |
| Quelle: Cassini und INSEE |      |      |      |      |      |      |      |      |

## Sehenswürdigkeiten
- Kirche Saint-Martin aus dem 19. Jahrhundert
- Kapelle Saint-Jean aus dem  17. Jahrhundert
- Schloss La Rivière-Bourdet aus dem 17. Jahrhundert mit der Kapelle Sainte-Clotilde, Monument historique seit 1934

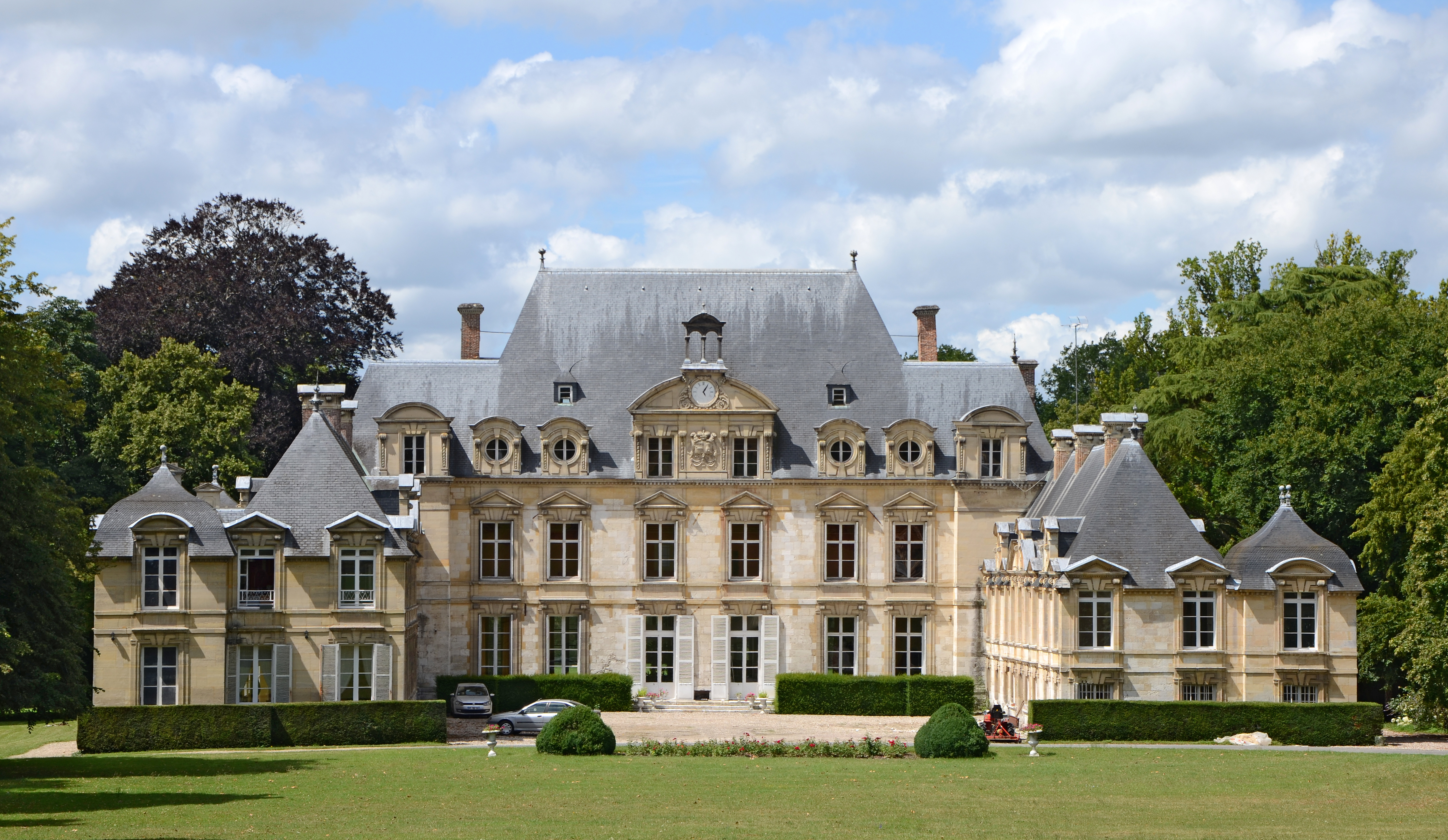
Schloss La Rivière-Bourdet